# Aspalathus leucophylla
Aspalathus leucophylla är en ärtväxtart som beskrevs av Rolf Martin Theodor Dahlgren. Aspalathus leucophylla ingår i släktet Aspalathus och familjen ärtväxter.

## Underarter
Arten delas in i följande underarter:
- A. l. leucophylla
- A. l. septentrionalis